# Marcelo Terceros Banzer
Marcelo Terceros Banzer (Santa Cruz de la Sierra, 24 de agosto de 1926-Santa Cruz de la Sierra, 1 de junio de 1988) fue un abogado, diplomático, catedrático, periodista, escritor y político boliviano. Militó en el partido político Falange Socialista Boliviana (FSB) y fue vicecanciller de Bolivia durante el régimen de su primo, el presidente Hugo Banzer Suárez (1971-1978). Fue también embajador de Bolivia en Brasil y en España durante ese periodo de gobierno. 
Terceros participó en la fundación de instituciones que han impactado históricamente en su región, como el Comité Cívico Pro Santa Cruz, el periódico El Mundo y la Universidad Privada de Santa Cruz de la Sierra (UPSA). 
Su diplomacia favoreció la firma del primer protocolo para la venta de gas a Brasil y el fortalecimiento de lazos culturales de Bolivia con España, labor que le fue reconocida con la Orden Civil de Alfonso X el Sabio durante el régimen del dictador Francisco Franco. Dejó además numerosos escritos recopilados en libros póstumos, como Desde mi umbral y Al margen de mis lecturas, en los que refleja su convicción católica y conservadora.
Debido a su militancia en la FSB, sufrió represión en los campos de concentración por el Movimiento Nacionalista Revolucionario (MNR). Sin embargo, fue liberado después de algunos años, tras declararse amnistía para los presos políticos.
Realizó sus estudios universitarios en de la Facultad de Derecho de la UAGRM entre 1942 y 1946, y obtuvo su Doctorado en Derecho Internacional Público en la Universidad de Madrid (hoy Universidad Complutense de Madrid) en el Curso Académico 1961-1962. Su tesis de grado versó acerca de Francisco de Vitoria, teólogo de la Escuela de Salamanca, considerado padre del Derecho Internacional. No obstante, se basa en un autor heterodoxo español para sostener su interpretación de Vitoria: el democristiano Ángel Ossorio.
A lo largo de su trayectoria, Terceros ocupó diversos cargos: Vicerrector de la Universidad Autónoma 'Gabriel René Moreno' (UAGRM), miembro del Directorio Fundacional del Comité Pro Santa Cruz, miembro de la Corte Nacional Electoral, Conjuez de la Corte Superior de Distrito y Concejal Municipal de Santa Cruz de la Sierra. Particularmente, en la UAGRM, ejerció funciones desde 1944 hasta 1970, como ser: Subsecretario del Rectorado, Secretario General, Decano de la Facultad de Derecho, además de la ya mencionada de vicerrector.

## Actividad gubernamental y política
Miembro del partido político de extrema derecha Falange Socialista Boliviana, fue secretario general de la Prefectura del Departamento de Santa Cruz (hoy Gobierno Departamental Autónomo de Santa Cruz), de 1946 a 1948. Además, ejerció como concejal del Municipio de Santa Cruz de la Sierra durante las administraciones de 1950 y 1951 (Concejo Municipal de Santa Cruz de la Sierra), vicepresidente de la Corte Nacional Electoral en 1966, director administrativo de la Oficina Regional de la Dirección General de Petróleos, de 1969 a 1970, y conjuez de la Corte Superior de Distrito de Santa Cruz los años 1965, 1966, 1968, 1970 y 1971.
Sus cargos como vicecanciller y embajador se desempeñaron durante el polémico gobierno del Gral. Hugo Banzer Suárez en Bolivia. Grupos internacionales de derechos humanos han acusado al Gral. Banzer de represión, muerte y desapariciones arbitrarias.

## Funciones diplomáticas
En el Ministerio de Relaciones Exteriores (Bolivia) de Bolivia, Terceros ejerció distintos cargos: como Miembro de la Delegación de Bolivia con rango de Embajador ante la Asamblea General de las Naciones Unidas de 1966, embajador en España de 1971 a 1974, embajador en Brasil de 1974 a 1976, y subsecretario general del Ministerio de Relaciones Exteriores de 1977 a 1978.

## Cooperativismo, trayectoria cívica
- Entre 1967 y 1988, se desempeñó como secretario del Consejo de Administración de la Cooperativa de Teléfonos Automáticos COTAS RL, tesorero del Consejo de Administración y secretario general de la cooperativa.[12]
- Director vocal del Comité Pro Santa Cruz y miembro de sus siguientes comisiones: jurídica, histórica, geográfica, y de asuntos internacionales y geopolíticos entre 1952 y 1988.[13][5]

## Actividad periodística
Entre los cargos que ejerció Marcelo Terceros en este ámbito están:
- Presidente y secretario general de la Asociación Departamental (Santa Cruz) de Periodistas entre 1951-1980.
- Corresponsal en Santa Cruz del diario Presencia 1952-1960.
- Director del Diario El Mundo 1978-1979.

## Condecoraciones y distinciones
- 1974, Gran Cruz la Orden Isabel la Católica.[15]
- 1976, Gran Cruz la Orden de la Cruz del Sur.[16]
- 1977, Gran Cruz como Caballero de la Orden Civil de Alfonso X el Sabio.[17]
- 1977, Orden de la Estrella Yugoslava.
- Ordenanza Municipal de Santa Cruz de la Sierra No. 24/89 de 3 de julio de 1989 denominó a la Avenida Tercer Anillo Externo, entre la Avenida Busch y Cristo Redentor,[18] con el nombre de Avenida Marcelo Terceros Banzer.[19]

## Libros publicados
Marcelo Terceros tiene libros publicados póstumamente, varios de los cuales recopilan sus artículos, ensayos y tesis.
- Actas capitulares de Santa Cruz de la Sierra 1634-1640, publicado en 1977.[21]
- Al margen de mis lecturas (obra póstuma), 1998.[22]
- El maestro Fray Francisco de Vitoria, O.P., fundador del Derecho Internacional (obra póstuma), 2010.[23]
- Desde mi umbral: memoria periodística, ensayos críticos y conferencias (obra póstuma), 2005.[24]

En sus libros, sostiene una visión filosófica católica acerca de la realidad, arraigada en el conservadurismo y en la derecha. Sin embargo, sus artículos y discursos suelen homenajear a personajes de diversa ideología, a veces afines a él o discordes, como la feminista Adela Zamudio o el obispo José Belisario Santistevan.